# Otiorhynchini
Tribu
Synonymes
Otiorhynchinae
Les Otiorhynchini sont une tribu de coléoptères de la famille des Curculionidae et de la sous-famille des Entiminae.

## Genres

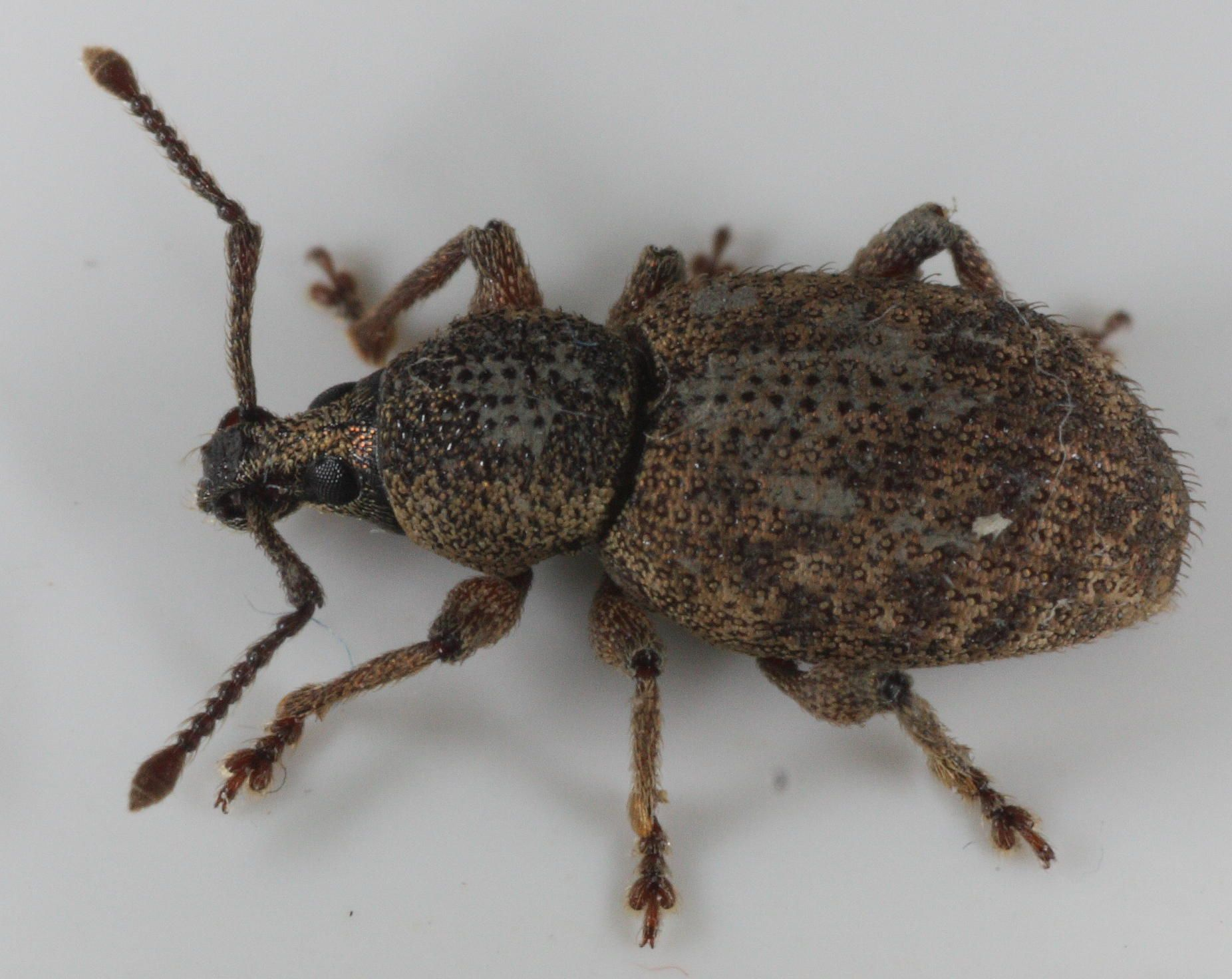
Otiorhynchus scaber

- Cirrorhynchus Apfelbeck 1898
- Limatogaster Apfelbeck, 1899
- Neotournieria Apfelbeck 1932
- Otiorhynchus Germar, 1824
- Parameira Seidlitz, 1868
- Solariola Flach 1908
- Tylotus Agardh, 1876